# Yūta Fujihara
Yūta Fujihara (japanisch 藤原 悠汰 Fujihara Yūta; * 9. April 1999 in der Präfektur Hiroshima) ist ein japanischer Fußballspieler.

## Karriere
Yūta Fujihara erlernte das Fußballspielen in der Schulmannschaft der Hiroshima High School sowie in der Universitätsmannschaft der Meiji-Universität. Seinen ersten Vertrag unterschrieb er am 1. Februar 2022 bei Sagan Tosu. Der Verein aus Tosu, einer Stadt in der Präfektur Saga auf der Insel Kyūshū, spielte in der ersten japanischen Liga, der J1 League. Sein Erstligadebüt gab Yūta Fujihara am 19. Februar 2022 (1. Spieltag) im Auswärtsspiel gegen Sanfrecce Hiroshima. Hier wurde er in der letzten Minute für Toshio Shimakawa eingewechselt. Das Spiel endete 0:0. Ende Juni 2022 wechselte er bis Saisonende 2022 auf Leihbasis zum Zweitligisten Montedio Yamagata. Für den Klub aus Yamagata bestritt er sechs Ligaspiele. Nach der Ausleihe kehrte er zu Sagan Tosu zurück. Für Sagan bestritt er insgesamt 15 Erstligaspiele. Im Januar 2024 unterschrieb er einen Vertrag beim Zweitligisten Ehime FC.